# Provinciale weg 991
De provinciale weg 991 (N991) is een provinciale weg in de Nederlandse provincie Groningen. De weg vormt een verbinding tussen Delfzijl en de N362 ten zuiden van Weiwerd. De weg is een belangrijke ontsluitingsweg voor de haven van Delfzijl.
De weg is uitgevoerd als tweestrooks-gebiedsontsluitingsweg met een maximumsnelheid van 80 km/h. De weg draagt de namen Oosterveldweg en Rijksweg.

## Geschiedenis
Oorspronkelijk was de huidige N991 een rijksweg. Vanaf het Rijkswegenplan 1932 onderdeel van rijksweg 41, welke een verbinding vormde tussen Groningen en Farmsum. Het rijkswegenplan van 1968 zou het laatste plan zijn waar rijksweg 41 ook al rijksweg opgenomen was. De plannen voor deze weg werden eind jaren '70 ingeruild voor de door de provincie aangelegde N46, waardoor de gehele rijksweg 41 kwam te vervallen.
Vanaf 1981 werd de tweede fase van de nummering van wegen ten behoeve van bewegwijzering ingevoerd. Deze fase omvatte de invoering van driecijferige nummers tussen 175 en 399. De huidige N991 werd daarbij onderdeel van de N362 die vanaf Weiwerd verder in zuidelijke richting naar de (toenmalige) N7 bij Scheemda verliep. Na het gereedkomen van de rondweg in de N362 naar de N33 ter hoogte van Amsweer verliep het nummer 362 niet meer naar het Delfzijlse centrum.
Tegelijk met de invoering van de Wet herverdeling wegenbeheer op 1 januari 1993 werd ook de derde en afsluitende fase van de wegennummering ingevoerd, waarbij de nummers 400 tot en met 999 werden toegewezen. In het kader van deze nummering kreeg de weg het nummer N991.
N34 · N46 · N351 · N353 · N354 · N355 · N356 · N357 · N358 · N359 · N360 · N361 · N362 · N363 · N364 · N365 · N366 · N367 · N368 · N369 · N370 · N371 · N372 · N373 · N374 · N375 · N376 · N377 · N378 · N379 · N380 · N381 · N382 · N383 · N384 · N385 · N386 · N387 · N388 · N390 · N391 · N392 · N393 · N398

N851 · N852 · N853 · N854 · N855 · N856 · N857 · N858 · N860 · N861 · N862 · N863 · N865 · N910 · N913 · N917 · N918 · N919 · N924 · N927 · N928 · N962 · N963 · N964 · N966 · N967 · N969 · N972 · N973 · N974 · N975 · N976 · N977 · N978 · N979 · N980 · N981 · N982 · N983 · N984 · N985 · N986 · N987 · N988 · N989 · N990 · N991 · N992 · N993 · N994 · N995 · N996 · N997 · N998 · N999

Cursief vermelde wegen zijn voormalige provinciale wegen.